# Хигсов бозон
Хигсов бозон, или Браут-Енглерт-Хигсов бозон, јесте елементарна честица у стандардном моделу физике честица, која настаје при квантним ексцитацијама Хигсовог поља. Именована је по физичару Питеру Хигсу, који је 1964. године, заједно са још пет физичара, предложио теорију која објашљава порекло масе елементарних честица. Ова теорија, касније названа Хигсов механизам, имплицира постојање Хигсовог бозона, који је откривен тек 2012. године у АТЛАС И ЦМС експериментима на великом хадронском сударачу у Европском центру за нуклеарна истраживања (ЦЕРН, енг. CERN). Питер Хигс и Франсоа Енглерт награђени су Нобеловом наградом за физику 2013. године за њихов рад на формуслисању Хигсовог механизма.
У популарној литератури, Хигсов бозон се такође назива и Божијом честицом, након наслова књиге физичара и нобеловца Леона Ледермана Божија Честица: Ако је свемир одговор, шта је питање? из 1993. године. Mноги научници тај назив одбијају сматрајући га сензационалистичким.

## О бозону
Постојање Хигсовог бозона предвиђено је 1964. године као објашњење за Хигсов механизам, механизам по којем елементарне честице добијају масу. Док се сматра да је потврђено постојање Хигсовог механизма, сам бозон - камен темељац ове теорије - није посматран и његово постојање није било потврђено. Његово привремено (неутврђено) откриће у јулу 2012. године може потврдити да је Стандардни Модел у суштини тачан. Алтернативне теорије као извори Хигсовог механизма којима не треба Хигсов бозон су такође могуће и биле би размотрене у случају да је постојање Хигсовог бозона одбачено. 
Хигсов бозон назван је по Питеру Хигсу, који је 1964. године написао један од три револуционарна рада који говоре о ономе што је сада познато као Хигсов механизам и описују везу између Хигсовог поља и бозона. Међутим, Хигс није био први који је описао овај феномен: мјесец дана прије, Роберт Браут и Франсоа Енглерт написали су сличан рад.
Зато што је Хигсов бозон веома велика честица, и распада се скоро одмах пошто настане, само акцелератор честица велике енергије може да га посматра и сними. Експерименти који су потврдили и одредили природу Хигсовог бозона користећи велики хадронски сударач (ЛХЦ) у ЦЕРН-у, почели су ране 2010. године, и извођени су у теватрону Фермилаб-а до 2011. године, када се затворио.
Дана 4. јула 2012. године, два главна експеримента на великом хадронском сударачу (АТЛАС и ЦМС) су оба, независно један од другог, потврдили постојање дотада непознате честице чија је маса око 125 GeV/c2 (што износи око 133 маса протона, по реду од 10-25 килограма), што се „поклапа са Хигсовим бозоном“, и широко се верује да је управо то Хигсов бозон. Објавили су да је потребно даље испитивање да би се утврдило да је то заиста Хигсов бозон, а не нека друга непозната честица (која има теоретски предвиђене особине Хигсовог бозона) и, ако је тако, да се одреди коју верзију Стандардног Модела најбоље подржава.

### Популарне науке, масовни медији и општа покривеност
- „Higgs Boson observation at CERN”. Архивирано из оригинала 01. 11. 2019. г. Приступљено 08. 01. 2019.
- Hunting the Higgs Boson at C.M.S. Experiment, at CERN
- The Higgs Boson by the CERN exploratorium.
- Particle Fever, documentary film about the search for the Higgs Boson.
- The Atom Smashers, documentary film about the search for the Higgs Boson at Fermilab.
- Collected Articles at the Guardian
- Video (04:38) – CERN Announcement on 4 July 2012, of the discovery of a particle which is suspected will be a Higgs Boson.
- Video1 (07:44) + Video2 (07:44) – Higgs Boson Explained by CERN Physicist, Dr. Daniel Whiteson (16 June 2011).
- HowStuffWorks: What exactly is the Higgs Boson?
- Carroll, Sean. „Higgs Boson with Sean Carroll”. Sixty Symbols. University of Nottingham.
- Overbye, Dennis (5. 3. 2013). „Chasing the Higgs Boson: How 2 teams of rivals at CERN searched for physics' most elusive particle”. New York Times Science pages. Приступљено 22. 7. 2013. – New York Times "behind the scenes" style article on the Higgs' search at ATLAS and CMS
- „"Heretical Ideas that Provided the Cornerstone for the Standard Model of Particle Physics".”. Архивирано из оригинала 15. 10. 2013. г. Приступљено 08. 01. 2019. SPG Mitteilungen March 2013, No. 39, (p. 14), and Talk at Brown University about the 1964 PRL papers
- Philip Anderson (not one of the PRL authors) on symmetry breaking in superconductivity and its migration into particle physics and the PRL papers
- Cartoon about the search
- Cham, Jorge (19. 2. 2014). „True Tales from the Road: The Higgs Boson Re-Explained”. Piled Higher and Deeper. Приступљено 25. 2. 2014.
- Higgs Boson, BBC Radio 4 discussion with Jim Al-Khalili, David Wark & Roger Cashmore (In Our Time, 18 Nov. 2004)

### Значајне публикације и друго
- „Observation of a new particle in the search for the Standard Model Higgs boson with the ATLAS detector at the LHC”. Physics Letters B. 716 (2012): 1—29. 2012. Bibcode:2012PhLB..716....1A. arXiv:1207.7214 . doi:10.1016/j.physletb.2012.08.020.
- „Observation of a new boson at a mass of 125 GeV with the CMS experiment at the LHC”. Physics Letters B. 716 (2012): 30—61. 2012. Bibcode:2012PhLB..716...30C. arXiv:1207.7235 . doi:10.1016/j.physletb.2012.08.021.
- Particle Data Group: Review of searches for Higgs Bosons.
- Conference, Michigan Center for Theoretical Physics. Inaugural (2002). 2001, a Spacetime Odyssey: Proceedings of the Inaugural Conference of the Michigan Center for Theoretical Physics : Michigan, USA, 21-25 May 2001. World Scientific. стр. 86—. ISBN 978-981-238-231-3.
- Migdal, A. A.; Polyakov, A. M. (1966). „Spontaneous Breakdown of Strong Interaction Symmetry and the Absence of Massless Particles” (PDF). Soviet Physics JETP. 24 (1): 91. S2CID 34510322. Архивирано из оригинала (PDF) 21. 09. 2018. г. Приступљено 08. 01. 2019. – example of a 1966 Russian paper on the subject.

### Увод у поље
- For a pedagogic introduction to electroweak symmetry breaking with step by step derivations, not found in texts, of many key relations, see http://www.quantumfieldtheory.info/Electroweak_Sym_breaking.pdf
- Spontaneous symmetry breaking, gauge theories, the Higgs mechanism and all that (Bernstein, Reviews of Modern Physics Jan 1974) – an introduction of 47 pages covering the development, history and mathematics of Higgs theories from around 1950 to 1974.